# دمبدف ميران
دمبدف ميران (بالفارسية: دمبدف میران) هي قرية تقع في البلدة المركزية في إيران. يقدر عدد سكانها بـ 124 نسمة بحسب إحصاء 2016.